# Ligamento cruzado posterior
El ligamento cruzado posterior (LCP) es uno de los cuatro ligamentos principales de la rodilla. Los otros 3 son el ligamento cruzado anterior, ligamento lateral interno y ligamento lateral externo.

## Descripción
Se extiende anterior y medialmente desde una depresión en el área intercondílea posterior de la tibia y el menisco lateral al lado anterior de la cara lateral del cóndilo medial del fémur. El LCP evita el deslizamiento posterior de la tibia (y el deslizamiento anterior del fémur) cuando la rodilla se flexiona. Combinado con el ligamento cruzado anterior, proporciona estabilidad rotacional a la rodilla. Esto es muy importante cuando se bajan escaleras o una pendiente inclinada.

## Lesión
La prueba del cajón posterior es una de las pruebas utilizadas por los médicos y fisioterapeutas para detectar lesiones del LCP. La cirugía para reparar el ligamento cruzado posterior resulta controvertida debido a su ubicación y dificultad técnica.
La función de la PCL es evitar que el fémur se deslice por el borde anterior de la tibia y para evitar que la tibia posterior se desplace hacia el fémur. Las causas comunes de lesiones del LCP son golpes directos en la rodilla flexionada, como en los accidentes automovilísticos cuando el copiloto se golpea la rodilla con el tablero del vehículo (lo que también puede provocar una luxación posterior de cadera) o cayendo con fuerza sobre la rodilla, ambos casos, ocurre el desplazamiento posterior de la tibia hacia el fémur.

## Imágenes adicionales de ligamentos cruzados posteriores

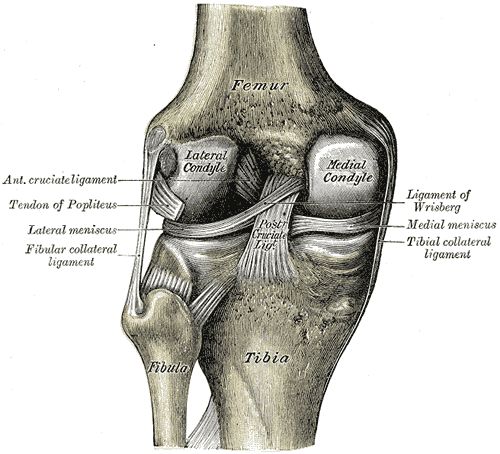
Left Rodilla vista desde atrás, mostrando los ligamentos internos.
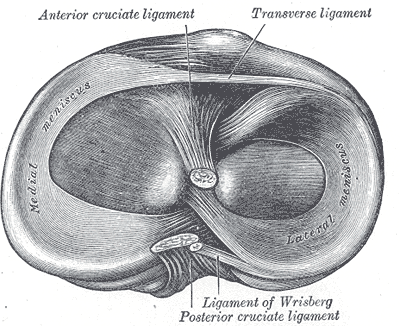
Cabeza de la tibia derecha vista desde arriba, mostrando los meniscos y ligamentos